# Severno primorski partizanski odred (TO RS)
Severno primorski partizanski odred je bila pehotna enota Teritorialne obrambe Republike Slovenije.

## Zgodovina
Enota je bila ustanovljena leta 1969 na področju občin Tolmin in Idrija. 
16. septembra 1973 je odredov 1. (kobariški) bataljon prejel bojni prapor, ki je bil poimenovan po Andreju Manfredu. 1. oktobra istega leta je bojni prapor prejel tudi 3. (idrijski) bataljon, ki je bil poimenovan po narodnemu heroju Jožetu Mihevcu - Rudarju.
Leta 1975 je bil odred v sklopu vsesplošne reorganizacije TO RS reorganiziran v 11. brigado.

## Sestava
1969
- 1. bataljon (Kobarid)

- 1. četa (Kobarid)
- 2. četa (Breginj)
- 3. četa (Bovec)

- 2. bataljon (Tolmin)

- 1. četa (Tolmin)
- 2. četa (Mostarsko s Šentviško planoto)
- 3. četa (Baška grapa)

- 3. bataljon (Idrija)

- 1. četa (Idrija)
- 2. četa (Spodnja Idrija)
- 3. četa (Cerkno)
- 4. četa (Idrija)

## Vodstvo
Poveljniki odreda
- polkovnik Slavko Konavec: 1969–?

Poveljniki 1. bataljona
- kapetan Marjan Bric: 1969–?

Poveljniki 2. bataljona
- kapetan Boris Zarli: 1969–?

Poveljniki 3. bataljona
- kapetan 1. razreda Milan Lapajne: 1969–?